# Charles Conrad Abbott
Pour les articles homonymes, voir Charles Abbott et Abbott.
Charles Conrad Abbott, né le 4 juin 1843 à Trenton et mort le 27 juillet 1919 à Bristol en Pennsylvanie, est un archéologue et un naturaliste américain.

## Biographie
Il est le fils de Timothy et de Susan Conrad Abbott. Il est le petit-fils de Solomon White Conrad (1779-1831), qui enseigne la minéralogie et la botanique à l’université de Pennsylvanie. Il manifeste très jeune une grande passion pour la nature, particulièrement les oiseaux et les mammifères. Il commence ses études à la Trenton Academy puis étudie la médecine à l'université de Pennsylvanie, obtenant son titre de docteur en 1865. Abbott sert comme chirurgien dans l’armée fédérée durant la Guerre de Sécession. En 1867, il se marie avec Julia Olden, union dont naîtront trois enfants. De 1876 à 1889, il est assistant au Muséum Peabody d'archéologie et d'ethnologie de l’université Harvard (Cambridge). Puis, de 1889 à 1893, conservateur d’archéologie du Muséum de l’université de Pennsylvanie.
Il travaille notamment sur la colonisation de l'Amérique. Il constitue une collection archéologique de 20 000 spécimens, aujourd'hui conservée au Muséum Peabody. Dans son livre, Primitive Industry (1881), il démontre une présence humaine pré-glaciaire dans la vallée du Delaware, ce qui constitue une avancée significative des connaissances archéologiques nord-américaines. Il contribue à des magazines scientifiques comme American Naturalist, Science, Nature, Science-News et Popular Science Monhtly. Il est aussi l'auteur de plusieurs travaux sur les reptiles et sur les vertébrés du New Jersey.

## Liste partielle des publications
- 1881 : Primitive industry: or, Illustrations of the handiwork, in stone, bone and clay, of the native races of the northern Atlantic seaboard of America (G.A. Bates, Salem) – exemplaire numérique sur American Librairies.
- 1884 : A Naturalist's Rambles about Home (D. Appleton and Company, New York) – exemplaire numérique sur American Librairies.
- 1884 : Rambles of a Naturalist
- 1886 : Upland and Meadow
- 1887 : Waste-land Wanderings (Harper & brothers, New York) – exemplaire numérique sur American Librairies.
- 1889 : Days out of doors (D. Appleton and company, New York) – exemplaire numérique sur American Librairies.
- 1890 : Outings at odd times (J.B. Lippincott Co., Philadelphie) – exemplaire numérique sur Canadian Librairies.
- 1894 : Travels in a tree-top (J.B. Lippincott Co., Philadelphie) – exemplaire numérique sur American Librairies.
- 1895 : The birds about us (J.B. Lippincott Co., Philadelphie : xi + 288 p. + 24 pl.) – exemplaire numérique sur American Librairies.
- 1895 : A colonial wooing (J.B. Lippincott Co., Philadelphie) – exemplaire numérique sur American Librairies.
- 1896 : Bird-land echoes (J.B. Lippincott Co., Philadelphie) – exemplaire numérique sur American Librairies.
- 1896 : Notes of the night, and other outdoor sketches (F. Warne, Londres) – exemplaire numérique sur American Librairies.
- 1898 : avec le graphiste Edward Stratton Holloway (1859-1939), The freedom of the fields (J.B. Lippincott Co., Philadelphie) – exemplaire numérique sur American Librairies.
- 1899 : Clear skies and cloudy (J.B. Lippincott Co., Philadelphie) – exemplaire numérique sur American Librairies.
- 1890 : Outings at Odd Times
- 1892 : Recent rambles; or, In touch with nature (J.B. Lippincott Co., Philadelphie) – exemplaire numérique sur American Librairies (version de 1899).
- 1899 : Clear Skies and Cloudy (J.B. Lippincott Co., Philadelphie : 316 p.).
- 1900 : In Nature's Realm
- 1906 : Rambles of an Idler
- 1907-1909 : Archœologia Nova Cœsarea (N.J., MacCrelish & Quigley, Trenton) – exemplaire numérique sur American Librairies.
- 1912 : Ten years' diggings in Lenápè land, 1901-1911 (N.J., MacCrelish & Quigley, Trenton) – exemplaire numérique sur American Librairies.

## Sources
- Keir B. Sterling, Richard P. Harmond, George A. Cevasco & Lorne F. Hammond (dir.) (1997). Biographical dictionary of American and Canadian naturalists and environmentalists. Greenwood Press (Westport) : xix + 937 p.  (ISBN 0-313-23047-1)